# Bruno Fernando

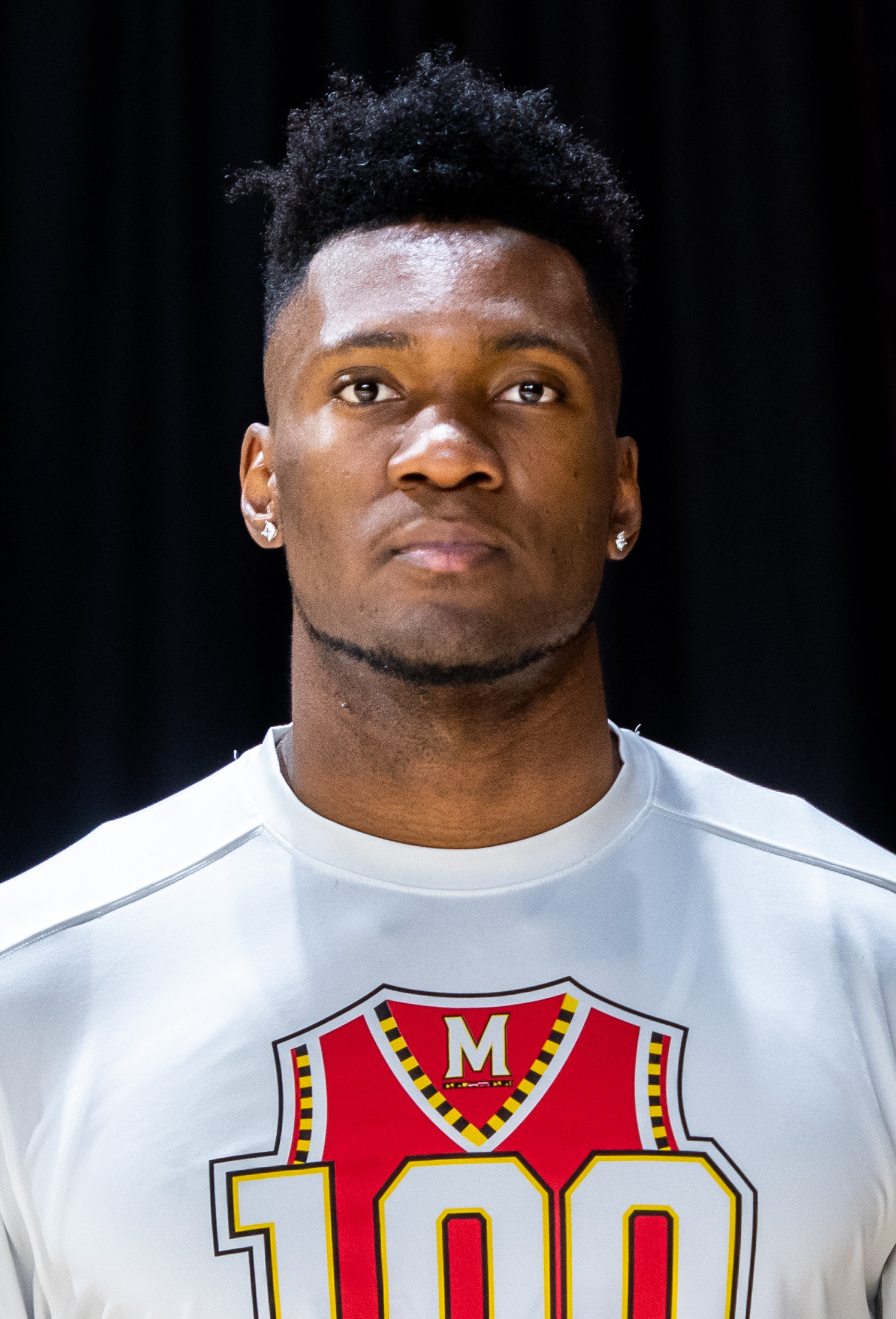
Bruno Fernando, 2019.

Bruno Afonso David Fernandes, mer känd som Bruno Fernando, född 15 augusti 1998 i Luanda, är en angolansk professionell basketspelare (C/PF) som spelar för Toronto Raptors i National Basketball Association (NBA). Han har tidigare spelat för Atlanta Hawks, Boston Celtics och Houston Rockets.
Fernando draftades av Philadelphia 76ers i andra rundan i 2019 års draft som 34:e spelare totalt.
Innan han blev proffs studerade Fernando vid University of Maryland och spelade för universitetets idrottsförening Maryland Terrapins.